# Kavieng

Kavieng er hovedstaden i provinsen New Ireland i Papua New Guinea og den største by på øen New Ireland. Den ligger ved Balgai Bugten ved øens nordligste punkt. I år 2000 havde byen en befolkning på 10.600.
Kavieng er New Irelands vigtigste havn og er både et centrum for handel og turisme. Flere dykkerfirmaer opererer fra byen, da området er kendt for sin dykning – både efter naturfænomener og efter vrag fra 2. verdenskrig. Der er fly og skibsvrag i selve Kavieng havn foruden flere i nærheden.
Byen betjenes af Kavieng Airport med daglige forbindelser til Port Moresby. Den ligger i den ene ende af Boluminski hovedvejen, som har en længde på 193 km til Namatanai.
Kavieng har alle faciliteter, man kan vente af et lokalt administativt center: regeringskontorer, butikker, hoteller (Kavieng Hotel, Malagan Beach Resort hotel og Kavieng Club), et hospital med medicinsk-, kirurgisk- og børneafdeling samt et ugentligt marked. Der ligger også en stor kaj til eksport af kopra i byens udkant, hvor dybtgående skibe kan laste kopra og olie direkte fra land.
Fra Kavieng kan man se mange øer i arkipelaget mellem New Ireland og New Hanover, heriblandt Nusa Lik, Nusa Lawa og Nango Island, som tidligere rummede en fiskefabrik i 1960'erne og 1970'erne. Nango er hjemsted for et nyt havforskningscenter for fiskeriministeriet i Papua Ny Guinea. Det blev åbnet under tilstedeværelse af generalguvernøren for Papua Ny Giunea Mr. Paulius Matane i juli 2009.

## Historie
Området blev først kortlagt af hollandske opdagelsesrejsende i 1516, men det var først i 1900'erne, at byen Kavieng blev grundlagt af den tyske koloniadministration. Selv om nogle på øen blev ret velhavende ved oprettelsen af kopraplantager, fortsatte selve Kavieng med at være en lille bosættelse med blot 80 indbyggere. Efter 1. verdenskrig blev Kavieng som en del af Papua Ny Guinea afstået til Australien. Dette førte til deportation af tyske missionærer og konfiskation af al tysk ejendom i byen.
Den 21. januar 1942 under 2. verdenskrig blev Kavieng udsat for et massivt, japansk luftbombardement. Samme nat blev hovedparten af australierne evakueret fra New Ireland. Japanerne invaderede og besatte øen den 24. januar. I de følgende to år blev næsten alle europæere, som var blevet på øen, dræbt af japanerne. Kontreadmiral Ryukichi Tamura gav ordre til at dræbe alle de europæiske fanger i Kavieng, hvis der forventedes en allieret invasion. Mindst 23 blev henrettet under en massakre på kajen i Kavieng. De skyldige blev senere dømt for krigsforbrydelser. Da de vestallierede generobrede øen i 1945, var Kavieng næsten fuldstændig ødelagt.
Som følge af den japanske besættelse og den efterfølgende allierede invasion er der en række minder fra krigen i byen. Mest bemærkelsesværdig er en stor kanon, som står på en bunker ved siden af Harbour Road. Selv om den ikke officielt er åben for offentligheden, er der en række åbninger i bunkeren, som gør det muligt at komme ind, og kanonstillingen giver et godt overblik over havnen.
I dag er Kavieng rammen om en blomstrende turisme. Dykning, vandreture og surfingturisme er de dominerende former, men al turismen er baseret på den store biologiske mangfoldighed på New Ireland. Surfingturismen er gået sammen med lokale ejere af jord og rev for at udvikle, hvad de kalder en "surf management plan." Denne plan skaffer ejerne en indkomst fra surfere og begrænser antallet af surfure ad gangen på stedet.

## Yderligere læsning
- Mary Murray, Hunted, A Coastwatcher's Story
- Raden Dunbar, "The Kavieng Masacre – A War Crime Revealed"